# Ben Payal
Ben Payal (ur. 8 września 1988 w Luksemburgu) – luksemburski piłkarz występujący na pozycji pomocnika. Zawodnik klubu UNA Strassen.

## Kariera klubowa
Payal karierę rozpoczynał w 2004 roku zespole FC Lorentzweiler. W 2005 roku przeszedł do Jeunesse Esch. W 2006 roku wywalczył z zespołem wicemistrzostwo Luksemburga. Wystąpił z nim także w finale Pucharu Luksemburga, przegranego przez Jeunesse.
W 2007 roku Payal odszedł do F91 Dudelange. Od tego czasu wywalczył z nim 3 mistrzostwa Luksemburga (2008, 2009, 2011), wicemistrzostwo Luksemburga (2010) oraz Puchar Luksemburga (2009).
Przed sezonem 2013/14 przeniósł się do mistrza Luksemburga Fola Esch.

## Kariera reprezentacyjna
W reprezentacji Luksemburga Payal zadebiutował 6 września 2006 roku w zremisowanym 0:0 towarzyskim meczu z Łotwą.